# Roselliniella nephromatis
Roselliniella nephromatis är en lavart som först beskrevs av P. Crouan & H. Crouan, och fick sitt nu gällande namn av Matzer & Hafellner 1990. Roselliniella nephromatis ingår i släktet Roselliniella, ordningen Sordariales, klassen Sordariomycetes, divisionen sporsäcksvampar och riket svampar.   Inga underarter finns listade i Catalogue of Life.